# معادن لائوریون

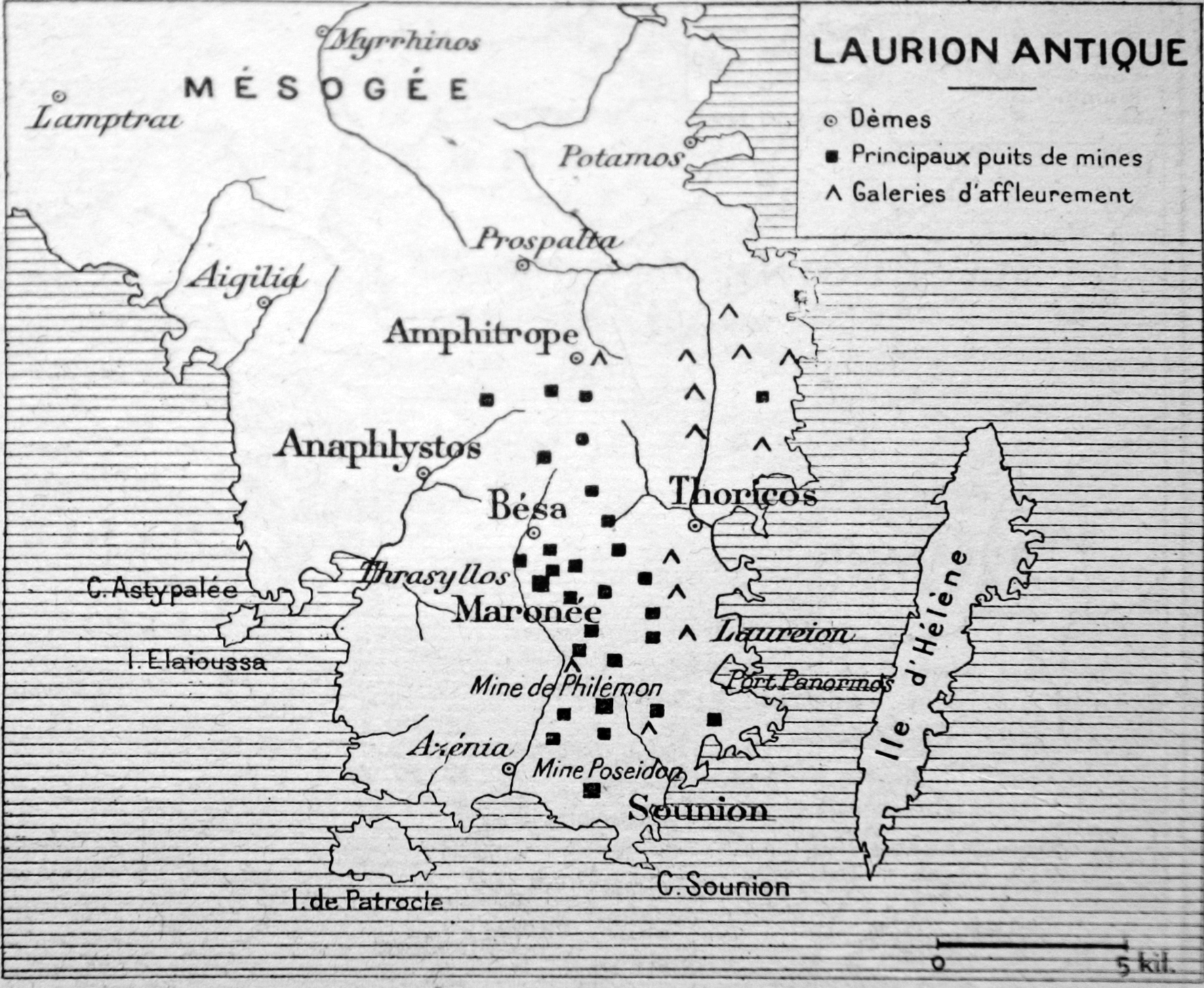
نقشه جنوب آتیکا، نشان دهنده مکان معادن لاوریون.

معادن لائوریون یا لاوریون معادن باستانی هستند که در جنوب آتیکا تقریباً ۵۰ کیلومتری جنوب مرکز آتن، در یونان واقع شده‌اند. این معادن بیشتر به دلیل تولید نقره شناخته می‌شوند، اما منبع مس و سرب هم بودند. تعدادی از بقایای این معادن (شفت، گالری، کارگاه سطحی) هنوز در منطقه وجود دارد.
این معادن در دوران ماقبل تاریخ به عنوان منبع مس و گالن، سنگ معدن سرب مورد بهره‌برداری قرار می‌گرفتند. در دوره کلاسیک، استخراج معادن در این منطقه از سر گرفته شد. آتنی‌ها از تعداد زیادی برده برای استخراج این منطقه استفاده می‌کردند و نقره تولید شده سهم قابل توجهی در ثروت شهر داشت. این معادن که در قرن اول قبل از میلاد متروک شدند، در سال ۱۸۶۴ دوباره فعال شدند و تا سال ۱۹۷۸ توسط شرکت‌های فرانسوی و یونانی استخراج شدند.

## لینک خارجی
پرونده‌های رسانه‌ای مربوط به Mines of Laurion در ویکی‌انبار 